# Chiesa della Beata Vergine della Neve (Scandiano)
La chiesa della Beata Vergine della Neve è un edificio di culto cattolico situato a Fellegara, una frazione di Scandiano, in provincia di Reggio Emilia. Essa è una chiesa sussidiaria della chiesa di San Savino Vescovo, sita nella stessa frazione.

## Storia
La costruzione dell'edificio risale alla metà del XVII secolo. Esso venne eretto in forma di oratorio nel luogo in cui originariamente sorgeva una cappella in onore della Madonna. È probabile che in quel luogo sorgesse l'antico ospedaletto di Fellegara, unito poi alla Confraternita di San Giuseppe di Scandiano da Ottavio Thiene.

## Architettura
L'edificio fu più volte restaurato e ampliato nel corso dell'Ottocento, per raggiungere la conformazione attuale intorno alla metà del Novecento. La chiesa presenta un'aula rettangolare e un presbiterio con due altari laterali. Sul profondo abside, costruito all'inizio del XX secolo, è presente una pala d'altare con l'effige della Beata Vergine. La facciata è a capanna ed ha una finestra semicircolare. Vi è poi una torre campanaria e la cappella funeraria della famiglia Rangone, costruita nel 1923.